# 杜布雷卡省
杜布雷卡省是西非國家畿內亞的33個省之一，位於該國西南部，由金迪亞大區負責管轄，首府設於杜布雷卡，北臨弗里亞省和泰利梅萊省，東接金迪亞省和科亞省，南毗福雷卡里亞省和科納克里省，西鄰博法省和大西洋，面積5,676平方公里，人口約131,000。